# Alex Ljubenow
Alex Ljubenow (* 23. April 2001) ist ein bulgarischer Leichtathlet, der sich auf den Stabhochsprung spezialisiert hat.

## Sportliche Laufbahn
Erste internationale Erfahrungen sammelte Alex Ljubenow im Jahr 2018, als er bei den U18-Europameisterschaften in Győr mit übersprungenen 4,20 m in der Qualifikation ausschied. 2021 brachte er bei den Balkan-Hallenmeisterschaften in Istanbul keinen gültigen Versuch zustande. Nach einer zweijährigen Wettkampfpause bestreitet er seit 2024 wieder aktiv Wettkämpfe und belegte im Jahr darauf bei den Balkan-Hallenmeisterschaften in Belgrad mit 5,10 m den fünften Platz. Ende Juni wurde er bei der 2. Liga der Team-Europameisterschaft in Maribor mit 4,90 m Vierter im B-Finale, ehe er bei den Balkan-Meisterschaften in Volos mit 4,86 m den achten Platz belegte.
In den Jahren 2020, 2024 und 2025 wurde Ljubenow bulgarischer Meister im Stabhochsprung im Freien sowie 2021 und 2025 in der Halle.